# Pirk (Bawaria)
Pirk – miejscowość i gmina w Niemczech, w kraju związkowym Bawaria, w rejencji Górny Palatynat, w regionie Oberpfalz-Nord, w powiecie Neustadt an der Waldnaab, wchodzi w skład wspólnoty administracyjnej Schirmitz. Leży w Lesie Czeskim, około 10 km na południe od Neustadt an der Waldnaab, koło Weiden in der Oberpfalz, przy autostradzie A93.

## Dzielnice
W skład gminy wchodzą następujące dzielnice: Engleshof, Enzenrieth, Pirk, Au, Gleitsmühle, Hochdorf, Matzlesberg, Pirkerziegelhütte, Pirkmühle, Pischeldorf i Zeissau.

## Demografia
| Rok  | Liczba mieszk. |
| ---- | -------------- |
| 1970 | 1602           |
| 1987 | 1629           |
| 2000 | 1865           |

## Oświata
(na 1999)

W gminie znajduje się 50 miejsc przedszkolnych (62 dzieci) oraz szkoła podstawowa (12 nauczycieli, 224 uczniów).